# 사이먼 페어웨더
사이먼 존 페어웨더(영어: Simon John Fairweather, 1969년 10월 9일~)는 오스트레일리아의 양궁 선수로 2000년 하계 올림픽 남자 개인전에서 금메달을 획득하였다.